# Cừu Churro

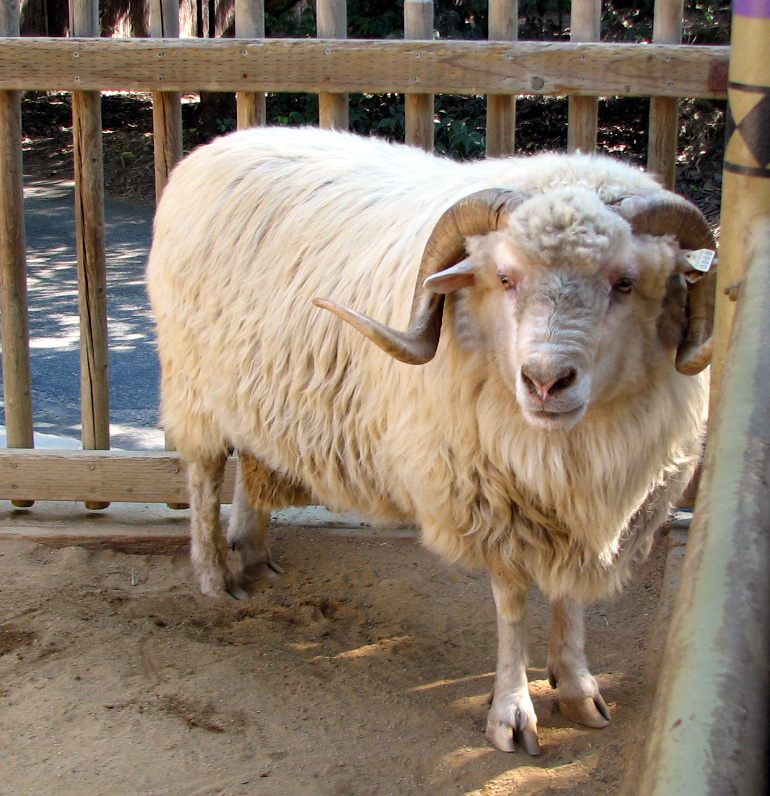
Một con cừu đực Navajo Churro

Cừu Churro hay còn gọi là cừu Navajo-Churro (để phân biệt với cừu Churro Tây Ban Nha hay còn gọi là cừu Churra) là một giống cừu nhà có nguồn gốc từ nước Mỹ bởi những người bản địa da đỏ thuộc bộ lạc người Navajo, họ đã lai cừu với những con cừu Churra Tây Ban Nha thu được bởi người Navajo, người Hopi và các bộ lạc người Mỹ bản địa khác vào khoảng thế kỷ thứ 16 trong thời kỳ chinh phục của người Tây Ban Nha.
Các giống cừu này nổi tiếng với sức chịu đựng và khả năng thích ứng của nó đến cực đoan với khí hậu. Len của nó bao gồm một lớp phủ bảo vệ và lớp lông mềm. Một số con cừu đực có bốn sừng phát triển đầy đủ, một đặc điểm chung với vài giống khác trên thế giới. Cừu Navajo-Churro cũng đã trở nên phổ biến với danh tiếng của mình và chi phí chăm sóc thấp, sức đề kháng với bệnh, và thịt nạc. Một số người nói chúng là những con cừu rất hiền. Cừu thường xuyên đẻ ra cặp song sinh. Giống cừu này, còn được gọi là cừu Mỹ hoặc cừu Navajo bốn sừng, được nuôi chủ yếu cho len. 

## Lịch sử
Cừu Navajo-Churro có nguồn gốc từ một phép lai chéo giữa các con cừu Churra, một giống cừu Iberia cổ xưa và Cừu Jacob, một giống được tìm thấy trong lịch sử Kinh Thánh cổ xưa. Các con cừu Churra (được đổi tên Churro bởi những người định cư đầu tiên Mỹ) lần đầu tiên được nhập khẩu vào Bắc Mỹ vào ngày 16 thế kỷ và được sử dụng để nuôi quân đội và người định cư Tây Ban Nha. Vào thế kỷ 17 chúng đã được phổ biến với những người định cư Tây Ban Nha ở phía trên Rio Grande Valley. Bầy churros cũng đã được mua lại bởi người Navajo thông qua giao dịch hoặc qua những lần cướp bóc. Các con cừu Churro sớm trở thành một phần quan trọng của nền kinh tế Navajo và văn hóa bản địa của họ
Một loạt các biện pháp từ chính phủ Hoa Kỳ cắt giảm bầy chính phủ tài trợ và lai giống hao các bầy của Navajo cho đến khi cừu Churro gần như biến mất. Phục hồi các giống bắt đầu vào những năm 1970 khi các nhà lai tạo bắt đầu mua những con cừu Churro kiểu hình với mục đích bảo tồn các giống và đem lại sức sống cho người Navajo và con chiên Tây Ban Nha. Trong khi các giống Navajo-Churro không còn nguy cơ tuyệt chủng, Navajo-Churro vẫn được coi là một điều hiếm có. 

## Đặc điểm

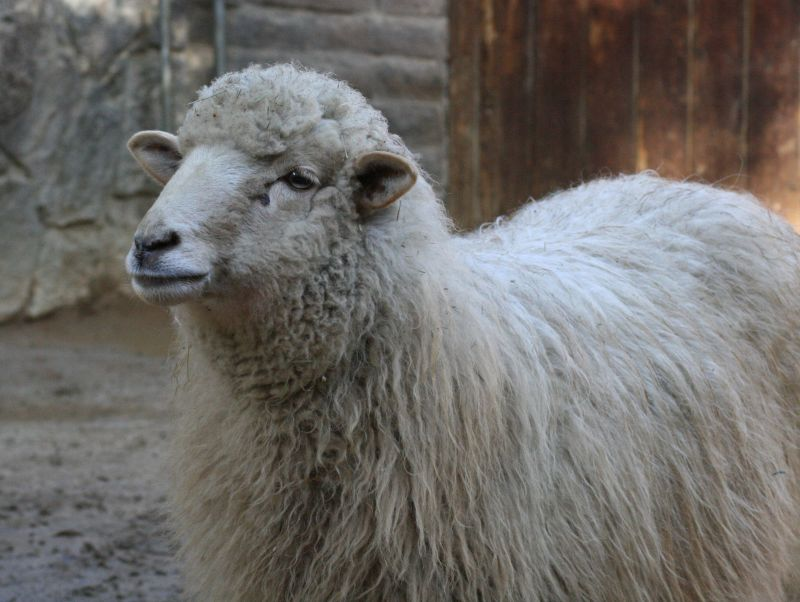
Một con cừu cái Navajo-Churro

Các giống cừu đực Navajo-Churro có thể có hai, bốn, sáu, hoặc nhiều sừng. Điều này là bởi vì chúng có gen polycerate, cũng được tìm thấy trong các giống di sản cũ như cừu Jacob. Cừu cái cũng có thể có sừng, hoặc nhú gọi scurrs. Màu sắc có thể là đen, trắng, hoặc sọc. Sự phát triển của sừng cừu đực là tương đối chậm. Một lần phát triển hoàn toàn mất ít nhất 4-5 năm để phát triển ra.
Một chiếc sừng của cừu cũng có thể phát triển lớn, nhưng chưa đến mức của các con cừu đực. Những chiếc sừng thường cuộn tròn xung quanh để phía trước và không gần với khuôn mặt. Các chất sừng là điều cần thiết để nhận được di truyền tốt trong một bầy, sừng xấu trong con đực sẽ tiếp tục di truyền xuống thông qua con cái của mình. Sừng có thể bị vỡ.
Cừu Navajo-churros có một loạt các màu sắc phổ biến. Chúng xuất hiện đến trong một loạt các màu sắc, bao gồm đỏ, nâu, đen, trắng, và hỗn hợp, và màu sắc có thể thay đổi theo tuổi tác. Màu sắc sẽ được tách thành màu lông cừu, và các điểm màu (chân và đầu). Đàn cừu cũng có thể có màu sắc hoa văn khác nhau, chẳng hạn như các bản vá lỗi mắt và điểm hông. Cừu Navajo-churros sở hữu một lớpp lông khoác kép, trong đó có một bên trong và một lớp bên ngoài. Các lông cừu bao gồm một khoác bên trong (80% lông cừu), và chiếc áo khoác bên ngoài đó là sợi tóc (10-20% lông cừu) và kemp (một loại thô, sợi mờ đục, ít hơn 5% lông cừu).
Màu lông cừu được tách ra từ màu sắc điểm. Các lông cừu thường có thể thay đổi từ cừu non đến tuổi trưởng thành. Cừu da đen, ví dụ, thường màu trắng với độ tuổi. Những người Navajo đã sử dụng lông cừu Churro trong thảm và dệt khác trong một thời gian. Sự đa dạng của màu sắc tự nhiên làm cho nó dễ dàng để có một loạt các màu sắc mà không cần nhuộm, mặc dù thuốc nhuộm thực vật tự nhiên đôi khi được sử dụng để sản xuất màu sắc sâu hơn và lựa chọn rộng hơn.
Trán chúng phẳng, xương mũi lồi ra, chúng có hố nước mắt, mõm của chúng mỏng, môi hoạt động, răng cửa sắc, nhờ đó chúng có thể gặm được cỏ mọc thấp và bứt được những lá thân cây mềm mại, hợp khẩu vị trên cao để ăn. Chúng có thói quen đi kiếm ăn theo bầy đàn, tạo thành nhóm lớn trên đồng cỏ. Trong da chúng có nhiều tuyến mồ hôi và tuyến mỡ hơn dê. Bởi thế chúng bài tiết mồ hôi nhiều hơn và các cơ quan hô hấp tham gia tích cực hơn vào quá trình điều tiết nhiệt. 

## Chăn nuôi

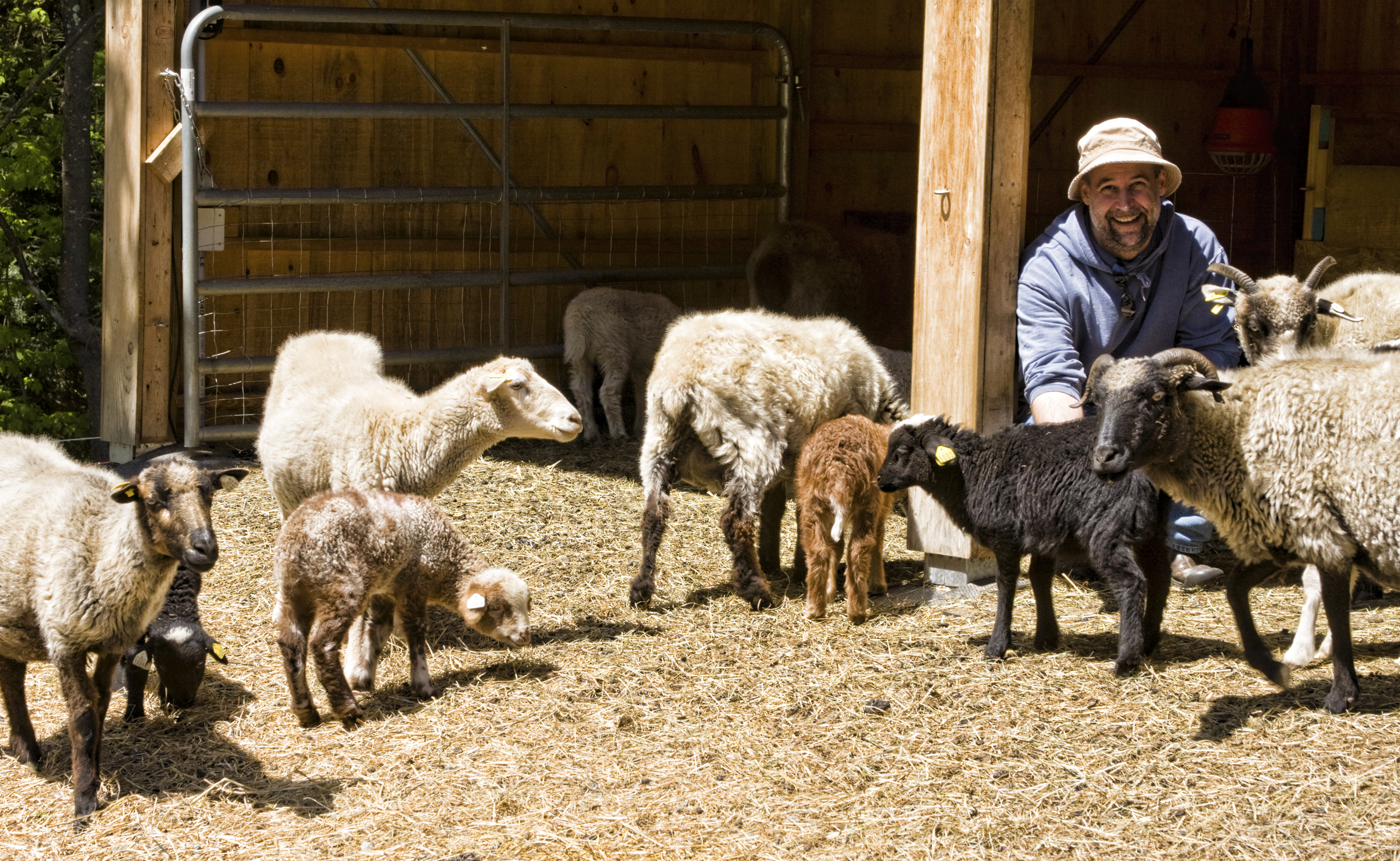
Đàn cừu thương phẩm Navajo-Churro

Chúng có tính bầy đàn cao nên dễ quản lý, chúng thường đi kiếm ăn theo đàn nên việc chăm sóc và quản lý rất thuận lợi. Chúng cũng là loài dễ nuôi, mau lớn, ít tốn công chăm sóc. So với chăn nuôi bò thì chúng là vật nuôi dễ tính hơn, thức ăn của chúng rất đa dạng, thức ăn của chúng là những loại không cạnh tranh với lương thực của người. Chúng là động vật có vú ăn rất nhiều cỏ.
Hầu hết chúng gặm cỏ và ăn các loại cỏ khô khác, tránh các phần thực vật có gỗ nhiều. Chúng có chế độ hoạt động ban ngày, ăn từ sáng đến tối, thỉnh thoảng dừng lại để nghỉ ngơi và nhai lại. Đồng cỏ lý tưởng cho chúng như cỏ và cây họ Đậu. Khác với thức ăn gia súc, thức ăn chính của chúng là cỏ khô, phù hợp với điều kiện sa mạc khô hạn.
Chúng là loài ăn tạp, có thể ăn được nhiều loại thức ăn bao gồm thức ăn thô xanh các loại như: rơm cỏ tươi, khô, rau, củ quả bầu bí các loại, phế phụ phẩm công nông nghiệp và các loại thức ăn tinh bổ sung như cám gạo ngũ cốc. Mỗi ngày chúng có thể ăn được một lượng thức ăn 15-20% thể trọng. Chúng cần một lượng thức ăn tính theo vật chất khô bằng 3,5% thể trọng. Với nhu cầu 65% vật chất khô từ thức ăn thô xanh (0,91 kg) và 35% vật chất khô từ thức ăn tinh (0,49 kg). Khi cho chúng ăn loại thức ăn thô xanh chứa 20% vật chất khô và thức ăn tinh chứa 90% vật chất khô.
Nguồn nước uống là nhu cầu cơ bản của chúng. Lượng nước cần cho chúng biến động theo mùa và loại và chất lượng thực phẩm mà chúng tiêu thụ. Khi chúng ăn nhiều trong các tháng đầu tiên và có mưa (kể cả sương, khi chúng ăn vào sáng sớm), chúng cần ít nước hơn. Khi chúng ăn nhiều cỏ khô thì chúng cần nhiều nước. Chúng cũng cần uống nước sạch, và có thể không uống nếu nước có tảo hoặc chất cặn. Trong một số khẩu phần ăn của chúng cũng bao gồm các khoáng chất, hoặc trộn với lượng ít.

## Chăm sóc

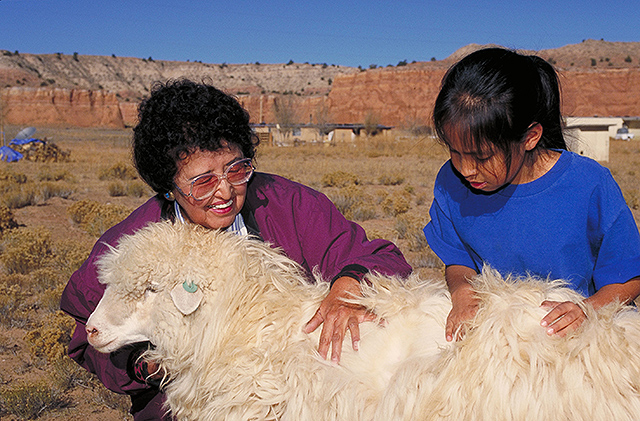
Hai bà cháu người Navajo bản địa đang chăm sóc cho cừu của họ

Sau khi cho phối giống 16-17 ngày mà không có biểu hiện động dục lại là có thể cừu đã có chửa, Căn cứ vào ngày phối giống để chuẩn bị đỡ đẻ cho cừu (thời gian mang thai của cừu 146-150 ngày) nhằm hạn chế cừu sơ sinh bị chết; Có thể bồi dưỡng thêm thức ăn tinh và rau cỏ non cho cừu có chửa nhưng tuyệt đối tránh thức ăn hôi mốc; Khi có dấu hiệu sắp đẻ (bầu vú căng, xuống sữa, sụt mông, âm hộ sưng to, dịch nhờn chảy ra, cào bới sàn…) nên nhốt ở chuồng riêng có lót ổ rơm và chăn dắt gần, tránh đồi dốc.
Thông thường cừu mẹ nằm đẻ nhưng cũng có trường hợp đứng đẻ, tốt nhất nên chuẩn bị đỡ đẻ cho cừu; Sau khi đẻ cừu mẹ tự liếm cho con. Tuy nhiên, vẫn phải lấy khăn sạch lau khô cho cừu con, nhất là ở miệng và mũi cho cừu con dễ thở. Lấy chỉ sạch buộc cuống rốn (cách rốn 4–5 cm), cắt cuống rốn cho cừu con và dùng cồn Iod để sát trùng; Giúp cừu con sơ sinh đứng dậy bú sữa đầu càng sớm càng tốt (vì trong sữa đầu có nhiều kháng thể tự nhiên); Đẻ xong cho cừu mẹ uống nước thoải mái (có pha đường 1% hoặc muối 0.5%).
Cừu con trong 10 ngày đầu sau khi đẻ cừu con bú sữa mẹ tự do; Từ 11-21 ngày tuổi cừu con bú mẹ 3 lần/ngày, nên tập cho cừu con ăn thêm thức ăn tinh và cỏ non, ngon; 80-90 ngày tuổi có thể cai sữa. Giai đoạn này phải có cỏ tươi non, ngon cho cừu con để kích thích bộ máy tiêu hóa phát triển (đặc biệt là dạ cỏ) và bù đắp lượng dinh dưỡng thiếu hụt do sữa mẹ cung cấp không đủ; Cừu sinh trưởng và phát triển nhanh, mạnh ở giai đoạn này.